# Mozaika z Palestriny

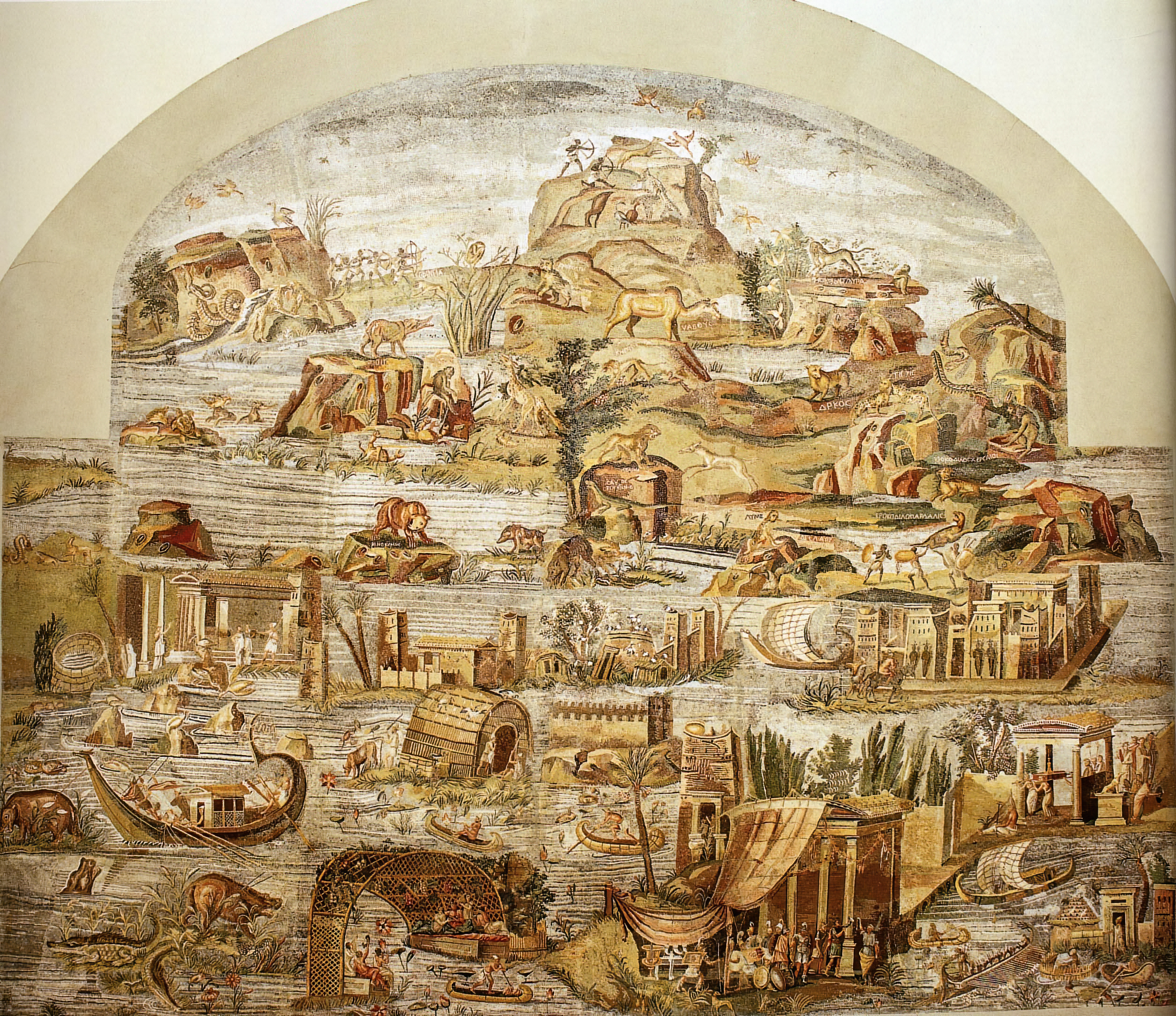
Mozaika z Palestriny

Mozaika z Palestriny, znana też pod nazwą Mozaika Barberini – starożytna rzymska mozaika podłogowa, przedstawiająca pejzaż z rzeką Nil.
Mozaika została odkryta pod koniec XVI wieku w bazylice, która była częścią starożytnego kompleksu sanktuarium bogini Fortuny w Palestrinie (starożytne Praeneste). Najczęściej jest datowana na początek I wieku p.n.e., chociaż nie brak też poglądów o jej znacznie późniejszej proweniencji. 
Dzieło przedstawia panoramę Nilu od jego źródeł w górzystych regionach Etiopii do ujścia w Morzu Śródziemnym. Pejzaż został oddany realistycznie, w górnym biegu rzeki widać czarnoskórych Etiopów, w dolnym natomiast krajobraz egipski w chwili wylewu, z kamiennymi budowlami i mieszkańcami. Na mozaice przedstawiono liczne dzikie zwierzęta, takie jak nosorożce, ibisy, czaple, hipopotamy, krokodyle, wielbłądy i hieny; niektóre z nich zostały podpisane.
Oryginalnie mozaika mierzyła 6,78×5,15 m. W latach 1624–1626 została pocięta na części i wywieziona do Rzymu, gdzie znalazła się w posiadaniu kardynała Lorenzo Magalottiego. Wkrótce potem odstąpił on zabytek swojemu bratankowi, kardynałowi Francesco Barberini, który w 1640 roku zabrał go ponownie do Palestriny i umieścił w zbiorach Palazzo Barberini. Magalotti zatrzymał dla siebie jeden z fragmentów, który później trafił do Berlina i jest obecnie przechowywany w Altes Museum. Należące do Barberiniego części, z powodu niedbałości przy transporcie, uległy uszkodzeniu i zostały zrekonstruowane z zachowanych elementów na podstawie szkiców, wykonanych wcześniej przez Battista Calandrę. Wskutek powstałych ubytków wymiary mozaiki zmalały do 5,85×4,31 m. Od 1953 roku dzieło eksponowane jest w Museo Nazionale Prenestino.